# Pattabhi Jois

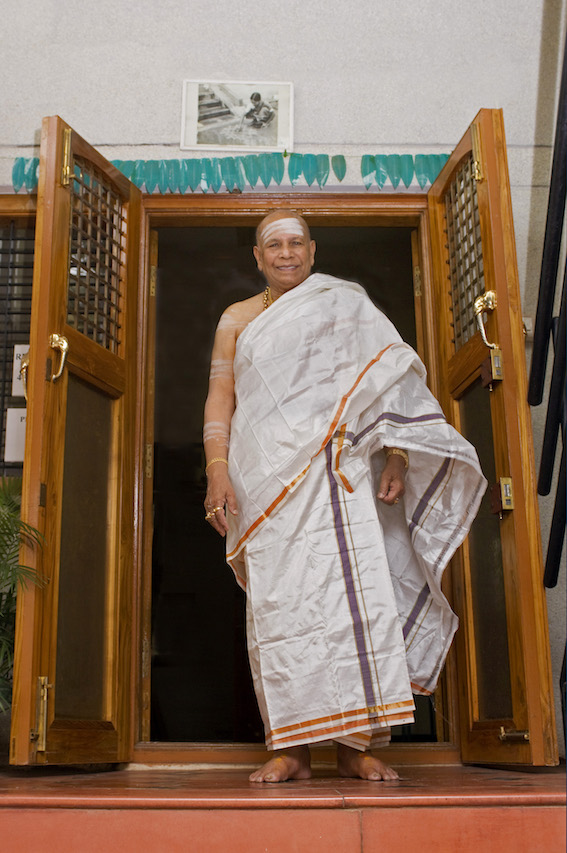
Pattabhi Jois

Pattabhi Jois, ook wel Sri Krishna Pattabhi Jois, (Kowshika - Karnataka, Zuid-India, 26 juli 1915 - 18 mei 2009) was een yogaleraar.
Hij was een student van Sri Tirumalai Krishnamacharya. Hij onderwees op deze school, het Yoga Research Institute in Mysore, India, de door hem en Krishnamacharya ontwikkelde yogastijl ashtanga vinyasa yoga.
Jois beoefende yoga bij en met Krishnamacharya sinds 1929, vanaf de leeftijd van twaalf jaar. In 1929 begon hij met een studie Sanskriet. In 1958 schreef hij "Yoga Mala", dat uiteindelijk pas in 1999 werd vertaald naar het Engels.
In 1964 bracht de Belg André Van Lysebeth twee maanden door bij Jois, waar hij de asanas van ashtanga vinyasa yoga leerde. In 1969 schreef hij het boek met de titel "J'apprends le Yoga" dat in het Engels vertaald werd naar "Yoga Self-Taught". Deze vertaling luidde het begin in van het contact van het Westen met ashtanga vinyasa yoga. Het boek werd in vijftien talen gepubliceerd.